# Paul-Marie Le Bihain
Paul-Marie Le Bihain, né le 30 septembre 1872 à Saint-Lyphard et mort le 21 mai 1935, est un prélat catholique français. 

## Biographie
En 1928, il est nommé évêque de Port-de-Paix.